# Parafia św. Wawrzyńca we Wrocławiu
Parafia św. Wawrzyńca we Wrocławiu znajduje się w dekanacie Wrocław Katedra w archidiecezji wrocławskiej. Jej proboszczem jest o. Aleksander Bober CMF. Obsługiwana przez ojców ze zgromadzenia Misjonarzy Klaretynów. Erygowana w 1965. Mieści się przy ulicy Odona Bujwida 51 we Wrocławiu.

## Obszar parafii
Parafia obejmuje ulice: Bujwida, Czerwonego Krzyża, Gdańska, Grunwaldzka (nr. parz. 44-104), Krzywa (nr. 20 i 21), Liskego, Minkowskiego, Nowowiejska (nr. 97-115, 108-118), Piastowska (nr. nieparz. 19-63, parz. 20-58), Roentgena, H. Sienkiewicza (nr. 93-131, 114-146), Sopocka, Suchardy.